# Братья Азам
Братья Космас Дамиан Азам (нем. Cosmas Damian Asam; 28 сентября 1686, Бенедиктбойерн ? — 10 мая 1739, Мюнхен) и Эгидий Квирин Азам (нем. Egid Quirin Asam; 1 сентября 1692, Тегернзе, Бавария — 29 апреля 1750, Мангейм, Баден-Вюртемберг) — живописцы, скульпторы, архитекторы и лепщики-декораторы, мастера оформления церковных интерьеров южно-немецкого барокко.

## Биографии и творчество
Космас Дамиан и его брат Эгидий Квирин были двумя из девяти детей церковного живописца (Kirchenmaler) из Бенедиктбойерна Ганса Георга Азама (1649—1711). Оба получили образование и уроки живописи у своего отца. После смерти Азама Старшего в 1711 году они решили расширить сферу своей деятельности, включив в неё архитектуру и лепные работы, поэтому Косма Дамиан отправился в Рим для дальнейшего обучения, поощряемый настоятелем монастыря Тегернзее. В 1713 году, при поддержке папы Климента XI, сумел получить первую премию по декоративной живописи в Академии Святого Луки в Риме. Возможно, брат сопровождал его в этом путешествии, хотя в то время он заканчивал обучение у мюнхенского придворного скульптора Андреаса Файстенбергера, успешно окончив его в 1716 году. В Риме братья испытали значительное влияние творчества «гения итальянского барокко» Джанлоренцо Бернини. После возвращения из Италии братья стали получать множество заказов благодаря своим тесным связям с бенедиктинским орденом.
Оба брата продолжили дело отца совместно. Космас Дамиан работал живописцем и скульптором, Эгидий Квирин — архитектором, штукатором (лепщиком-декоратором) и скульптором. Благодаря общим художественным идеям, приверженности единому стилю они хорошо дополняли друг друга и работали вместе почти по всем своим заказам. Большой талант Космаса Дамиана к фресковой живописи, в частности, быстро сделал братьев известными за пределами Верхнего Пфальца. Их фрески пользовались спросом и оплачивались так же, как и фрески их итальянского соперника Джованни Баттиста Тьеполо.
Братьям Азам удавалось создавать в церковной архитектуре единую игру отдельных элементов, которая превращала сценическую обстановку для богослужения в своеобразный «священный театр в стиле барокко» (das theatrum sacrum im Barock). В стиле позднего, экспрессивного барокко они смогли соединить архитектуру, живопись, скульптуру: пространство, свет, объём и цвет в единое произведение искусства.
Первой крупной самостоятельной работой братьев Асам было строительство монастырской церкви Рор (Klosterkirche Rohr) в Нижней Баварии с впечатляющей алтарной композицией «Вознесение Мадонны» (1717—1723). Иллюзионистически выполненные и штука (гипса) фигуры апостолов на фоне разноцветного мрамора и в потоках света производят сильное впечатление.
В 1723—1724 годах братья менее чем за полтора года создали фрески и лепнину собора во Фрайзинге, занимались строительством церкви в монастыре бенедиктинцев в Вельтенбурге (1716—1739).
После того, как Эгидий Квирин поселился в Мюнхене, между 1729 и 1733 годами он смог купить несколько участков земли рядом со своим домом. С 1733 года вместе с братом он построил здесь церковь Ян Непомуцкий Святого Иоганна Непомука (die Kirche St. Johann Nepomuk), прозванную Азамкирхе, которая считается одним из важнейших зданий двух главных представителей южно-германского позднего барокко. Церковь сооружалась не на заказ, а как частная церковь «во хвалу Богу и во спасение душ архитекторов». Это позволило братьям строить церковь независимо от условий и пожеланий заказчиков и выразить в этом творении всю свою религиозную страсть и художественные представления о прекрасном церковном искусстве. Насыщенность скульптурой, светом и цветом серебра, красного мрамора, бархата, позолоты доведена до крайностей возможного. В интерьере, кажется, нет ни одной прямой линии и «пустого места» согласно барочному принципу (лат. нorror vacui — боязни пустоты).
Эгидий Квирин задумывал церковь как место личного покаяния. В храме находятся семь исповедален с аллегорическими изображениями. В крипте под полом церкви находятся захоронения братьев — двух выдающихся художников Баварии.
- Монастырская церковь в Роре. Главный алтарь. Композиция «Вознесение Мадонны». 1717—1723
- Роспись купола паломнической церкви в Айнзидельне, Швейцария. 1724—1726
- Азамкирхе. Портал
- Азамкирхе. Интерьер
- Азамкирхе. Центральная часть. Алтарь и галереи
- Главный алтарь церкви
- Космас Дамиан Асам. Автопортрет на фоне росписи монастырской церкви Вельтенбург. Дерево, роспись